# ソフトボール女子ボツワナ代表
ソフトボール女子ボツワナ代表は、ボツワナソフトボール協会によって編成されるボツワナの女子ソフトボールのナショナルチーム。

## 成績

### 世界レベル

#### オリンピック
| 開催年 | 開催地     | 結果 | 備考 |
| ------ | ---------- | ---- | ---- |
| 1996   | アトランタ | －   |      |
| 2000   | シドニー   | －   |      |
| 2004   | アテネ     | －   |      |
| 2008   | 北京       | －   |      |
| 2021   | 東京       | －   |      |

#### 世界選手権/ワールドカップ
| 開催年  | 開催地             | 結果   | 備考     |
| ------- | ------------------ | ------ | -------- |
| 1965    | メルボルン         | －     |          |
| 1970    | 大阪               | －     |          |
| 1974    | ストラトフォード   | －     |          |
| 1978    | サンサルバドル     | －     |          |
| 1982    | 台北               | －     |          |
| 1986    | オークランド       | －     |          |
| 1990    | ノーマル           | －     |          |
| 1994    | セントジョンズ     | 18位   |          |
| 1998    | 富士宮             | －     |          |
| 2002    | サスカトゥーン     | －     |          |
| 2006    | 北京               | 14位   |          |
| 2010    | カラカス           | 16位   |          |
| 2012    | ホワイトホース     | －     |          |
| 2014    | ハールレム         | 14位   |          |
| 2016    | サレー             | －     |          |
| 2018    | 千葉               | 16位   |          |
| 2022    | バーミングハム     | －     | [ 注 2 ] |
| 2023/24 | ウーディネ 他2ヵ国 | GS敗退 | [ 注 5 ] |

### 大陸レベル

#### アフリカ大会
| 開催年 | 開催地   | 結果 | 備考     |
| ------ | -------- | ---- | -------- |
| 2003   | アブジャ | －   | 出場停止 |

#### アフリカ選手権
| 開催年 | 開催地     | 結果   | 備考 |
| ------ | ---------- | ------ | ---- |
| 2018   | プレトリア | 優勝   |      |
| 2023   | ハボローネ | 準優勝 |      |